# Benjamin Daydon Jackson
Benjamin Daydon Jackson (Londra, 3 aprile 1846 – Londra, 12 ottobre 1927) è stato un botanico britannico.
Fu un pioniere della botanica e della tassonomia; scrisse il primo volume dell'Index Kewensis, che era finalizzato all'inclusione di tutte le piante floreali.

## Biografia
Jackson fu il figlio maggiore di Benjamin Daydon Jackson (c. 1806-1855) ed Elizabeth Gaze (nata c. 1815).
Nacque a Londra e fu istruito in scuole private. Egli è maggiormente noto come compilatore dell'Index Kewensis, un'opera di riferimento che apparve tra il 1893 e il 1895 e che all'epoca fu accettata come autorità a livello mondiale nella nomenclatura delle piante floreali. 
Nel 1880 fu eletto presidente della Linnaean Society.

## Opere
Oltre all'Index Kewensis, Jackson scrisse:
- Guide to the Literature of Botany (1881)
- Vegetable Technology (1882)
- Glossary of Botanical Terms (1900)

| B.D.Jacks. è l'abbreviazione standard utilizzata per le piante descritte da Benjamin Daydon Jackson. Consulta l'elenco delle piante assegnate a questo autore dall'IPNI. |